# Miroslav Volf
Miroslav Volf (* 25. září 1956 Osijek) je chorvatsko-americký protestantský teolog. Vyučuje systematickou teologii na prestižní Yaleově univerzitě. Je známý svým dílem zabývajícím se odpuštěním a nenásilím.
Teologii studoval na Evangelické teologické fakultě v Záhřebu, Fullerově teologickém semináři v Pasadeně v Kalifornii a doktorát získal pod vedením německého teologa Jürgena Moltmanna na univerzitě v Tübingenu. Vyznáním patří k Americké episkopální církvi.
Jeho kniha Exclusion and Embrace: A Theological Exploration of Identity, Otherness, and Reconciliation (1996) se stala jednou z nejvlivnějších teologických knih konce 20. století. Byla rovněž přeložena teologem Petrem Mackem do českého jazyka.
V roce 2020 byl Volf hlavním řečníkem v Praze se konajícího Evangelikálního fóra, kde přednášel na témata Evangelium v rozdělené společnosti, Naplněný život v době konzumní společnosti (a církve) a Hluboká církev.

## Dílo

### Vyšlo v češtině
- Odmítnout nebo obejmout: Totožnost, jinakost a smíření v teologické reflexi (2005).